# Little Brazil
Little Brazil è un piccolo quartiere di Manhattan, New York, situato nell'isolato della West 46th Street tra la Quinta e la Sesta Strada. L'area è costituita principalmente da imprese commerciali brasiliane e ristoranti brasiliani. È delimitato da cartelli tra la Fifth Avenue e la Seventh Avenue, lungo la 46th Street, e diversi venditori esibiscono i colori verde e giallo della bandiera brasiliana.
Little Brazil è famosa per ospitare l'annuale Brazilian Day, che ospita musica dal vivo e stand gastronomici dai vari ristoranti della strada.